# Независимая и зависимая переменные

Независимая переменная — в эксперименте переменная, которая намеренно манипулируется или выбирается экспериментатором с целью выяснить её влияние на зависимую переменную.
Зависимая переменная — в научном эксперименте измеряемая переменная, изменения которой связывают с изменениями независимой переменной.
Независимой переменной, например, в психологическом эксперименте может считаться интенсивность стимула, а зависимой — способность испытуемого ощущать этот стимул. 

## Виды связи между переменными
1. Зависимая переменная не чувствительна (?) к изменениям независимой.
2. Монотонно возрастающая зависимость: увеличению значений независимой переменной соответствует изменение зависимой переменной.
3. Монотонно убывающая зависимость: увеличению значений независимой переменной соответствует уменьшение уровня зависимой переменной.
4. Нелинейная зависимость U-образного типа — обнаруживается в большинстве экспериментов, в которых выделяются особенности психической регуляции поведения.
5. Инвертированная U-образная зависимость — получается в многочисленных экспериментах и корреляционных исследованиях.
6. Сложная квазипериодическая зависимость уровня зависимой переменной от уровня независимой.